# Чыкырыкчы, Орхан
Орхан Чыкырыкчы (род. 15 апреля 1967 года в Кыркларели) — турецкий футболист и тренер. Большую часть карьеры провёл в «Трабзонспоре». Занимает седьмое место по количеству матчей и голов за всю историю клуба. Он был в составе сборной Турции на чемпионате Европы 1996 года.

## Карьера игрока

### Клубная карьера
Чыкырыкчы начал играть в футбол на улице, а затем выступал в различных молодёжных клубах в своем родном городе Кыркларели. Здесь о талантливом нападающем узнали представители клуба второго дивизиона «Чорлуспор», в итоге игрок подписал контракт с клубом. После коротких сборов он дебютировал в профессиональном футболе.
Со временем его заметили скауты нескольких команд высшего дивизиона. Так летом 1989 года Чыкырыкчы перешёл в «Эскишехирспор». Несмотря на свой юный возраст, он закрепился в основе и стал открытием сезона. Так как его клуб не смог удержаться в элите по итогам сезона, несколько игроков были удачно проданы в ходе трансферного окна.
В услугах Чыкырыкчы заинтересовался «Трабзонспор» и подписал контракт с футболистом. Также в своём новом клубе он сразу же занял место в основе. Несмотря на то, что он не был классическим центрфорвардом, он стал вторым в рейтинге бомбардиров своей команды с 11 голами после Хамди Аслана (22 гола). В следующем сезоне (1990/91) Орхан закрепил свои позиции в команде. «Трабзонспор» завершил сезон на третьем месте в таблице, выйдя на Кубок УЕФА. В следующем сезоне клуб встретился во втором туре Кубка УЕФА с французским «Олимпик Лион». «Трабзонспору» давали мало шансов на победу, а «Лион» считался явным фаворитом. В первом матче 22 октября 1991 года «Трабзонспор» победил «Лион» со счётом 3:4. Чыкырыкчы внёс свой вклад в победу. Благодаря своей скорости он создал много проблем сопернику на левом фланге защиты. Именно он на последних минутах матча забил гол и принёс своей команде победу. Второй матч 6 ноября 1991 года прошёл ещё лучше для «Трабзонспора». Турецкий клуб уверенно победил «Лион» на собственном стадионе со счётом 4:1. Однако в следующем раунде Кубка УЕФА «Трабзонспор» неожиданно уступил датскому «Б-1903». В том же сезоне клуб занял четвёртое место в чемпионате и одержал победу в финале кубка Турции против «Бурсаспора». Эта победа принесла «Трабзонспору» первый национальный трофей за семь лет.
В сезоне 1992/93 Чыкырыкчы снова увеличил свои показатели. С 14 голами в лиге он был лучшим бомбардиром в своей команде наряду с Хами Мандыралы. Он закончил сезон со своим клубом на третьем месте в таблице. Следующий сезон был также успешным для Чыкырыкчы. Он стал одним из лучших игроков Турции на своей позиции, а также занимал эту позицию в сборной. Однако 12 октября 1994 года в отборочном матче к чемпионату Европы 1996 года против сборной Исландии он врезался в исландского вратаря Биркира Кристинссона и сломал ногу. Эту травму он залечил только к концу сезона, поэтому снова вышел на поле только в последнем туре.
Восстановившись, он снова занял своё обычное место времени в клубе и в сборной, но не смог вернуть себе прежнюю форму. До зимы 2000 года он выходил в основе почти в каждом матче. После того, как во время зимней паузы в клуб пришёл новый тренер Сади Текелиоглу, Чыкырыкчы потерял своё место в основе и выходил на поле на замены.
Он провёл сезон 2001/02 в аренде в клубе второго дивизиона «Себаспор», а затем закончил свою карьеру профессионального футболиста.

### Национальная сборная
В ноябре 1989 года Чыкырыкчы был впервые вызван в сборную Турции до 21 года и дебютировал в матче против молодёжной сборной СССР.
Примерно через два года он дебютировал за основную сборную Турции в товарищеском матче против Болгарии. Он быстро занял место в основе и удерживал его в течение трёх лет, пока 12 октября 1994 года не получил травму в отборочном матче чемпионата Европы 1996 года против сборной Исландии. После восстановления он поехал с Турцией на чемпионат Европы 1996 года и сыграл один матч. Сразу после турнира он провёл ещё два матча и больше не вызывался в сборную. В общей сложности он сыграл за Турцию 28 матчей, забив два мяча.

## Карьера тренера
Закончив карьеру футболиста, он решил начать тренерскую карьеру. Его первым местом работы был южнокорейский клуб «Чеджу Юнайтед», где он помогал Тыназу Тырпану.
В декабре 2003 года он занял должность помощника нового тренера «Трабзонспора» Тургая Семерджиоглу. В дальнейшем он помогал главным тренерам «Трабзонспора» более двух лет. В октябре 2005 года, после отставки Шенола Гюнеша, он временно занял пост главного тренера. После того, как следующий тренер Вахид Халилходжич привел своего собственного помощника, Чыкырыкчы покинул клуб.
В феврале он работал с Гираем Булаком в качестве его помощника в «Османлыспоре». Позже они оба работали вместе в «Манисаспоре» и «Коньяспоре».
С февраля 2012 года до конца сезона он помогал Гираю Булаку в клубе второго дивизиона «Ризеспор». В сезоне 2012/13 он занял пост молодёжного тренера в команде второго дивизиона «1461 Трабзон», которая является фарм-клубом «Трабзонспора».

## Достижения
- Кубок Турции: 1992, 1995
- Суперубок Турции: 1995
- Кубок Премьер-министра Турции: 1994, 1996